# Cantone di Chalamont
Il Cantone di Chalamont era una divisione amministrativa dell'arrondissement di Bourg-en-Bresse con capoluogo Chalamont.
A seguito della riforma approvata con decreto del 13 febbraio 2014, che ha avuto attuazione dopo le elezioni dipartimentali del 2015, è stato soppresso.

## Composizione
Comprendeva 8 comuni:
- Chalamont
- Châtenay
- Châtillon-la-Palud
- Crans
- Le Plantay
- Saint-Nizier-le-Désert
- Versailleux
- Villette-sur-Ain